# Língua ricbacta
A língua ricbacta (rikbáktsa é uma língua em risco de extinção falada por menos de 1200 indígenas da tribo dos ricbactas, habitantes da Bacia do rio Juruena, no Mato Grosso. O ricbacta é a única língua da família homônima (ricbacta) , pertencente ao tronco Macro-Jê.

## Etimologia
"rikbáktsa" significa "os seres humanos"; "rik" traduz-se como "pessoa, ser humano"; "bak" é uma partícula reforçadora de sentido e o sufixo "tsa" é um marcador de plural.

## Distribuição

### Distribuição geográfica
A língua é falada em cerca de 30 aldeias distribuídas às margens dos rios Juruena, Sangue (afluente do Juruena) e Arinos, no Mato Grosso.

### Dialetos e línguas relacionadas
Devido à crescente dependência dos povos ricbactas em relação aos não-indígenas, a situação atual dos ricbactas é caracterizada pelo bilinguismo entre os mais velhos, falantes de ricbacta e português, e pelo monolinguísmo em jovens e crianças, falantes unicamente de português. Apesar da existência de uma tentativa dos ricbactas mais velhos de transmissão da língua e da cultura aos jovens e às crianças, o intenso convívio destes com a sociedade envolvente dificulta cada vez mais este processo, não sendo possível afirmar até quando a língua ricbacta resistirá às pressões impostas pela sociedade lusófona envolvente.

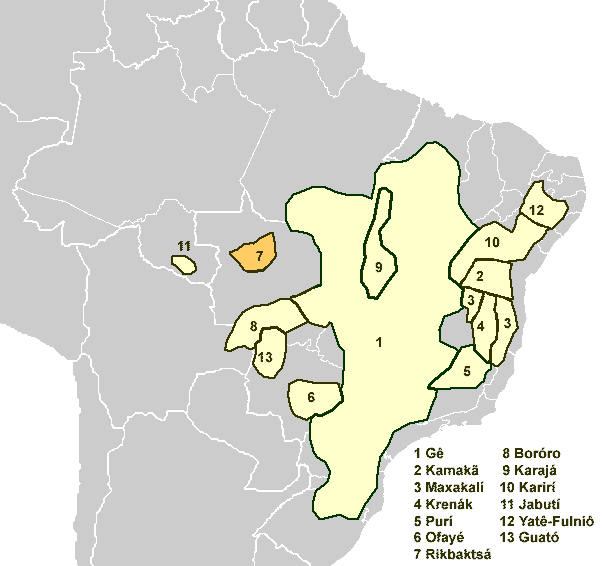
Área da língua rikbatsa, comparando com as áreas das demais línguas Macro-Jê.

## Fonologia

### Vogais
Tabela de vogais:
|                    | Anterior | Central | Posterior |
| ------------------ | -------- | ------- | --------- |
| Fechada            | i        | ɨ       | u         |
| Média              | e        | ə       | o         |
| Aberta             |          | a       |           |
| Fechada nasalizada | ĩ        | ɨ̃       | ũ         |
| Média nasalizada   | ẽ        | ə̃       | õ         |
| Aberta nasalizada  |          | ã       |           |

### Consoantes
Tabela de fonemas consonantais:
|            | Bilabial | Retroflexo | Alveolar | Palatal | Velar | Glotal |
| ---------- | -------- | ---------- | -------- | ------- | ----- | ------ |
| Oclusiva   | p b      |            | t d      |         | k     |        |
| Fricativa  |          |            |          | ʃ       |       | h      |
| Nasal      | m        |            | n        |         |       |        |
| Tepe       |          | ɽ          | ɾ        |         |       |        |
| Semi-vogal | w        |            | j        |         |       |        |

## Ortografia
O alfabeto da língua ricbacta tem dezenove letras, essas sendo a, b, d, e, h, i, j, k, m, n, o, p, r, s, t, u, w, y, z.
As letras 'b' 'd' 'm' e 'n' se pronunciam como em português. A letra 'h' representa uma aspiração surda. O 'j' representa o som de 'i' na palavra 'iate'. O 'w' representa o som de 'o' em 'oeste'. O 'k' é a consoante mais usada e, conforme a posição, se manifesta em várias formas: antes duma consoante sonora ou entre duas vogais iguais, parece com o 'g' de 'garrafa'  em português. Em outros lugares parece mais com 'c' ou 'qu' de português, mas pode ser seguido por aspiração como o 'k' de alemão ou inglês. As letras 'p' e 't' são parecidas com 'p' e 't' de português mas podem ser pronunciadas com aspiração como em alemão ou inglês. O 'r' do idioma se pronuncia como o 'r' que se encontra no meio de palavras de português como 'caro'. Quando 'r' ocorre no começo duma oração ou depois de 'k' há uma pequena vogal diante da 'r'. Esta não precisa de ser escrita porque é falada automaticamente. O 's' se pronuncia mais ou menos como o 'x' na palavra  'xadrez' ou como 'ch'  em 'machado'. A letra 'z' esta sendo usada para representar um som parecido com 'r', mas formado mais para a frente na boca, com a ponta da língua batendo nos dentes. Como 'r', está precedida por uma vogal pequena quando ocorre no início duma oração, ou depois de 'k'.

## Gramática

### Pronomes

#### Pronomes Pessoais
Esses são os pronomes pessoais da língua, como descritos abaixo:
| Pessoa | Masculino  | Feminino        |               |
| ------ | ---------- | --------------- | ------------- |
| 1sg    | u'ta       | iki'ɽa ou ki'ɽa | "eu"          |
| 1pl    | ka'tʃa     | ka'tʃa          | "nós"         |
| 2sg    | iki'a      | iki'a           | "você"        |
| 2pl    | ikiaha'tʃa | ikiaha'ka       | "vocês"       |
| 3pl    | aʃi'a      | afi'ɽa          | "eles"/"elas" |

##### Pronomes Possessivos
A categoria dos possessivos em ricbacta pode ser dividida em "nomes não possuíveis" e "nomes possuíveis". Os nomes não possúíveis não recebem prefixos marcadores de posse e designam elementos da natureza, a exemplo de "pi'hik", palavra ricbacta que significa "água". Já os nomes possuíveis são prefixados por marcadores que concordam em pessoa e número com o possuidor, designando relações parentais, corporais e com objetos generalizados.
| Pessoa                  | Possuidor |
| ----------------------- | --------- |
| 1sg                     | ka-       |
| 1pl                     | mɨ-       |
| 2sg                     | a-        |
| 2pl                     | aha-      |
| 3sg (Correlacional)     | ta-       |
| 3pl (Correlacional)     | taha-     |
| 3sg (Não-Correlacional) | i-        |
| 3pl (Não-Correlacional) | ʃi-       |

##### Pronomes Demonstrativos
Esses são os pronomes demonstrativos da língua, como descritos abaixo:
| Número   | Masculino | Feminino |                   |
| -------- | --------- | -------- | ----------------- |
| Singular | 'ta       | ta'tʃa   | "este"/"esta"     |
|          | 'tõhi     | tõtʃo'hi | "aquele"/"aquela" |
| Plural   | 'ʃa       |          | "estes"/"estas"   |
|          | ʃõhi      | ?        | "aqueles"/?       |

##### Pronomes Interrogativos
As maneiras gerais de formar uma pergunta são no uso de um pronome interrogativo ou da partícula sa.  Os pronomes interrogativos mais comuns são amo (que), amy (qual), aty (quem), hãna (onde) e hãwa (como).

### Substantivos
Os substantivos do ricbacta são flexionados de acordo com as categorizações de classe, número e posse. Os substantivos funcionam como núcleo de sintagma nominal e podem funcionar como núcleo de predicado e do objeto de posposição.

#### Gêneros/Classes
Há uma classe de substantivos em ricbacta, cujo referente é [+humano], que admite flexão de gênero. Esses substantivos recebem sufixos que especificam o gênero e o número do determinante. Tal classe substantival pode ser dividida em duas subclasses: na primeira, apenas os substantivos femininos são flexionados em gênero, no singular (-tatʃa) e no plural (-ɽa), enquanto os masculinos são flexionados apenas no singular (-ta), recebendo no plural o sufixo marcador de plural nos nomes em geral, -tʃa. Dentro de tal subclasse encontram-se o termo que designa o povo ricbacta - que significa ‘gente’ - e substantivos qualitativos com referente com o traço semântico [+humano].Os substantivos pertencentes à segunda subclasse, diferentemente dos primeiros, marcam apenas o feminino plural. Eles recebem os sufixos -ɽa e -ka; -ka é usado de maneira mais restrita que -ɽa, aparecendo apenas com os termos designadores de “netas” e com o pronome designador da segunda pessoa no feminino plural. Essa segunda subclasse abarca nomes relativos a relações de parentesco, a categorias sociais e o pronome de segunda pessoa no feminino plural.

#### Número
O ricbacta possui duas maneiras de marcar número nos substantivos: em associação com o gênero (como supramencionado) ou pelo sufixo -tʃa, que indicador de plural. Nesse último caso, o singular é não-marcado. Contudo, há na língua uma classe formada por substantivos que não admitem flexão para plural, esses sendo alguns nomes de alimentos e os termos que designam ‘casa’ e ‘fumaça’, que ocorrem acompanhados da palavra buba'to, indicador da existência de muitos elementos da mesma classe. Os substantivos que recebem sistematicamente o marcador de plural -tʃa também podem ocorrer com buba'to.

#### Relações de posse
A categoria dos possessivos em ricbacta pode ser dividida em "nomes não possuíveis" e "nomes possuíveis". Os nomes não possúíveis não recebem prefixos marcadores de posse e designam elementos da natureza, a exemplo de "pi'hik", palavra ricbacta que significa "água". Já os nomes possuíveis são prefixados por marcadores que concordam em pessoa e número com o possuidor, designando relações parentais, corporais e com objetos generalizados.

### Verbos

#### Tempo
O ricbacta possui um sistema temporal bipartido, com distinções entre passado e não-passado. O passado é referente à situação anterior ao momento da fala, enquanto que o não-passado refere-se à situação simultânea ao momento da fala (presente) e à posterior ao momento da fala (futuro). O tempo verbal em ricbacta é delimitado por prefixos que especificam a localização do evento no tempo e a transitividade do verbo e, no não-passado, se distinguem de acordo com o número e a pessoa do objeto.
| Tempo       | Transitivos       |                 | Intransitivos |
| ----------- | ----------------- | --------------- | ------------- |
|             | obj. sg. ou 2ª pl | obj 1ª ou 3ª pl |               |
| Não-passado | pi- ~ p-          | mɨ              | mɨ            |
| Passado     | Ø-                | Ø-              | Ø-            |

#### Aspecto
A determinação do aspecto em ricbacta é delimitada por sufixos verbais, que codificam os aspectos perfectivo e imperfectivo. O aspecto perfectivo indica uma situação na sua totalidade, sem focalizar sua estrutura temporal interna, e divide-se em dois subaspectos. O aspecto completivo é codificado pelo sufixo -ba e expressa um evento acabado, completo; enquanto o aspecto pontual pode ser indicado pelo sufixo -ik (quando em associação com o sufixo -ba do aspecto completivo) ou pelo sufixo -hik (nas demais situações) e expressa um evento momentâneo, que não dura no tempo. O aspecto imperfectivo caracteriza-se por focalizar a estrutura temporal interna de uma dada situação e divide-se em três subaspectos. O aspecto continuativo é indicado pelo sufixo -kV(C) (com "V" representando uma vogal em harmonia com a imediatamente precedente) e expressa um evento em progresso, contínuo; o aspecto prospectivo é expresso pelo sufixo -Ø e indica um evento a ser realizado; finalmente, o aspecto iterativo forma-se com o sufixo -ɽo e indica uma única repetição do processo.

#### Modo
A determinação do modo em ricbacta é delimitada por sufixos verbais, que codificam os modos imperativo e hortativo. O modo imperativo expressa uma ordem que parte do falante para o interlocutor. São marcados para o imperativo os verbos e uma classe de palavras invariáveis denominadas ideofones. Esse modo apresenta uma total ausência de afixos em verbos e ideofones e acréscimo opcional do sufixo -tə em ambos. O modo hortativo é específico da primeira pessoa e forma-se com os sufixos -kta para o masculino e -kɨ para o feminino.

### Sentença
A ordem da sentença baseia-se na sequência sujeito, objeto, verbo; um exemplo seria a oração “Maku pazahare ni piboroko”, que pode ser traduzida  palavra por palavra como “homem porco carne está comendo”.

## Vocabulário
Vocabulário ricbacta

### Animais
| Português                           | Ricbacta            |
| ----------------------------------- | ------------------- |
| anta                                | piku                |
| ariranha                            | jakãrã              |
| arraia                              | wabo                |
| cachorro                            | itsikuparini        |
| caititu                             | pyrikto             |
| capivara                            | were                |
| caracol                             | waroa               |
| caramujo                            | rikbo               |
| caramujo                            | waibubutsa          |
| coró                                | wunupu              |
| cutia                               | sokoro              |
| galinha                             | kokuaro             |
| gambá                               | haramypehwok        |
| irara                               | ozo                 |
| jabuti                              | wiktsabo            |
| jacaré                              | apoheyk             |
| jacaré grande das histórias antigas | namo                |
| jaguatirica                         | ihatoata            |
| lagartixa                           | tsiktsazabobo       |
| lagartixa                           | awyryk              |
| lagartixa do pau                    | padiwo              |
| lagartixa no mato                   | matsaraba           |
| lagarto                             | sinibu tsikawyrykza |
| lobo                                | tsõrõmama           |
| lobo guará                          | paĩpadede           |
| lontra                              | idikna              |
| marreco                             | ubaikza             |
| morcego                             | byrizuk             |
| morcego (grande)                    | kokotaik            |
| onça geral                          | parini              |
| onça pantera                        | ioktsikita          |
| onça parda                          | tsaririta           |
| onça pintada                        | zubakata            |
| onça vinagre                        | parini hajitsa      |
| ouriço                              | iriri               |
| paca                                | wotyk               |
| pato                                | ubaik               |
| preguiça                            | zarakuruk           |
| quati                               | awi                 |
| queixada                            | pazahare            |
| ratão                               | tsahuazi            |
| ratão sem rabo                      | mozi                |
| rato                                | toho                |
| tamanduá-bandeira                   | zono                |
| tamanduá-mirim                      | waroko              |
| tatu                                | piu                 |
| tatu pequeno                        | piupyryk            |
| veado                               | hozipyryk           |
| verme                               | tsitsihikyri        |

| Português               | Ricbacta                        |
| ----------------------- | ------------------------------- |
| esquilo grande vermelho | tohozaje                        |
| macaco barrigudo        | eremeza                         |
| macaco boca d'água      | tobo                            |
| macaco bugio preto      | dirinury                        |
| macaco coxiu            | hwikta                          |
| macaco da noite         | akuana; tsizik                  |
| macaco de cheiro        | buazata                         |
| macaco gauchinho        | aikma                           |
| macaco guariba          | diri                            |
| macaco paraguaçu        | buaza                           |
| macaco prego            | bua                             |
| macaco preguiça         | zarakuruk                       |
| macaco quatá            | mybaikny (apelido do masculino) |
| macaco quatá            | ereme                           |
| macaco soim             | bisik                           |
| zogue-zogue esquilo     | tohoza                          |

| Português                           | Ricbacta               |
| ----------------------------------- | ---------------------- |
| anambé roxo                         | piykyriri              |
| andorinha                           | tsizĩbibiok            |
| araguari                            | tahwiktsa              |
| arara azul                          | makuarakza             |
| arara cabeçuda                      | hazobik                |
| arara vermelha                      | tsikbatsa              |
| arara-peito-amarelo                 | makuarak               |
| ararinha                            | kĩrĩhĩ                 |
| arma do gato                        | zika                   |
| azulão                              | pohi                   |
| beija-flor                          | ikyrik                 |
| beija-flor branco                   | ikyrikpapare           |
| beija-flor marrom                   | sokorotsutsuk          |
| bem-te-vi                           | arẽrẽ                  |
| bico de brasa                       | tsõduduk               |
| bicudinho (maior)                   | beakbeak               |
| bicudinho (menor)                   | maipiziwa              |
| biguá                               | zase                   |
| biguatinga (rabo branco)            | ikyrikza               |
| cabeça seca                         | biknariza; dihikza     |
| capoerinha                          | uhuru                  |
| chapéu velho                        | tere tere              |
| choró-choró                         | tataza                 |
| cor de prata                        | zuzuba                 |
| coruja                              | babari                 |
| coruja                              | hãrãtõtõ               |
| coruja                              | turuk                  |
| coruja                              | popopok                |
| coruja                              | sazo                   |
| curiango                            | buhõrõ                 |
| curujo                              | ãri                    |
| friofrió                            | hwihwijo               |
| galinha do mato                     | tatakau                |
| gavião (peito branco)               | medõ                   |
| gavião branco                       | kuẽkuẽrok              |
| gavião caipira                      | zikarapopo             |
| gavião fumaceira                    | tsikwohorek            |
| gavião pinteiro                     | warikĩhĩ               |
| gavião que come peixes              | wohorekza; isarahokota |
| gavião-tesoura                      | bikitsoi               |
| gaviãozinho                         | hamytsitõ              |
| gaviãozinho                         | tsõtsõ                 |
| gaviãozinho da noite                | pãitsikzo              |
| jacamim                             | nimytsik               |
| jacu                                | hamorẽ                 |
| jacutinga                           | hotsoik                |
| jaó                                 | mapõpõ                 |
| japuíra                             | tsirik                 |
| japuíra com bico branco             | tsirikdata             |
| japuirinha                          | baiktso                |
| joão-pinto                          | tsamaerõ               |
| juriti                              | bazukyri               |
| juriti (rabo branco)                | aimyzo                 |
| macuco                              | okarari                |
| macuquinho                          | tsuãra                 |
| macuquinho de horas                 | pãripaĩ                |
| maracã                              | tsãrã                  |
| maritaca                            | wariku                 |
| mutum                               | baizik                 |
| mutum carijó                        | tsikmurubo             |
| oeiro (noturno)                     | wãrõtok                |
| papagaio                            | aro                    |
| passarinho                          | borãrã                 |
| passarinho azul                     | bamyzuktsa             |
| passarinho vermelho                 | sokokhaik              |
| pato                                | ubaik                  |
| pega-mosca                          | berekuĩkuĩ             |
| pena de rabo preto                  | dakẽrõ                 |
| periquito                           | bahaza                 |
| periquito                           | tsaharik               |
| periquito                           | tsahikzatsa            |
| periquito (maior)                   | bahabudutsa            |
| periquito (menor)                   | bahapyktsa             |
| pescadorzinho (pescador martino)    | atuhãrã                |
| pica-pau                            | pikupiku               |
| pica-pau                            | toromare               |
| picapauzinho                        | pikupiku               |
| picapauzinho                        | waikĩnini              |
| picapauzinho de castanha            | dududuk                |
| picapauzinho só no mato             | hwisusuk               |
| pomba                               | amytudu                |
| roeiro                              | arotõtõ                |
| roeiro                              | tazapõpõ               |
| saracura                            | tadaktaũ               |
| socó-boi                            | atupã                  |
| socozinho                           | atuparaza; tataza      |
| socozinho maior                     | zihikza                |
| sororó                              | tsapuita               |
| tesoureira                          | bikitsurik             |
| tesoureira pequena com peito branco | biomedehe              |
| tucaninho menor                     | pykni                  |
| tucaninho menor                     | bitsipyryk             |
| tucaninho menor                     | sihasihikitsa          |
| tucaninho menor                     | pupõ                   |
| tucano                              | bitsik                 |
| tucano                              | kyiyk                  |
| uirapuru                            | tsitsito               |
| urutau (noturno)                    | orotõtõ                |

| Português                | Ricbacta                     |
| ------------------------ | ---------------------------- |
| azulão                   | unu                          |
| boipeva                  | umaha                        |
| cipó                     | hwitsyhyryktazik             |
| cipó (branca)            | wanupapyryk                  |
| cobra cutia              | sokoro pyryhyk               |
| coral                    | hyritata; mypote; pyryhyk je |
| jararaca                 | okarari haiwakata            |
| jibóia                   | dodi                         |
| papagaio                 | biotsa                       |
| papa-ovo                 | tõikyri                      |
| pico de jaca             | zezozowakata hara            |
| pulseira de pau cascavel | pyryhykza                    |
| sucuri                   | urututuk                     |
| surucucu                 | jaroehe                      |

| Português                      | Ricbacta   |
| ------------------------------ | ---------- |
| sapinho amarelo                | wariatsa   |
| sapo das enchentes             | worokworok |
| sapo-gia                       | põrõpõrõ   |
| sapo-perereca                  | myzikpuĩ   |
| sapo-rã                        | hyreke     |
| sapo verde (com ovos)          | zahyri     |
| sapo que grita no pau de noite | warisopõrõ |

| Português                 | Ricbacta        |
| ------------------------- | --------------- |
| bagre                     | tsĩtsĩ          |
| bagre pequeno             | haniok          |
| bagre pintadinho          | ube             |
| camarão                   | patsa           |
| cará                      | harok           |
| caramujinho               | tsikboik        |
| caranguejo                | harakyry        |
| corimba                   | todudu          |
| jaú                       | tsĩtsĩza        |
| jeju                      | puza; hozok     |
| lambari (maior)           | zuryk           |
| lambari (redonda)         | hirikyri        |
| matrinxã                  | modika          |
| pacu manteiga             | wazãrã          |
| pacu peva                 | haramykydini    |
| pacuzinho                 | wahara          |
| peixe                     | piknutsa        |
| peixe cachorro            | tsiwik          |
| peixe cachorro do córrego | piãrã           |
| peixe fino pequeno        | tyok            |
| peixe-boi                 | roaroa          |
| peixinho                  | piknupyryktsa   |
| pequira                   | bibipyryk       |
| piava (listrada)          | waroho ipoĩktsa |
| piavaçu                   | warohaza        |
| pintado                   | uruhuta         |
| piranha                   | sotuk           |
| traíra                    | pusiza          |
| tucunaré                  | motidi          |

| Português                         | Ricbacta                                                                      |
| --------------------------------- | ----------------------------------------------------------------------------- |
| abelha                            | petetsa                                                                       |
| abelha europa                     | nini                                                                          |
| abelha mandaguari                 | tsokmotsa                                                                     |
| abelha preta                      | harapete                                                                      |
| aranha braba                      | ipapupukota                                                                   |
| aranha geral                      | wosuk                                                                         |
| baratão grande                    | boiboi                                                                        |
| baratas pequenas                  | boiboitsa                                                                     |
| berne                             | tsutsuk                                                                       |
| besouro                           | bauri                                                                         |
| bico-de-serra                     | izik                                                                          |
| borboleta                         | haramede                                                                      |
| caranguejeira (agua)              | harakyryk                                                                     |
| caranguejeira (terra)             | madorik                                                                       |
| caranguejeira vermelha (brejo)    | harahyriri                                                                    |
| carapanã                          | sisisĩtsa                                                                     |
| carniceiro                        | myrawẽtsa                                                                     |
| carrapatinho                      | tsipyrytsa                                                                    |
| carrapato                         | pepe                                                                          |
| carrapato                         | pikupepe                                                                      |
| carrapato grande                  | pepezuba                                                                      |
| carregadores                      | matsiriktsa                                                                   |
| cigarra                           | aiktsẽtsẽ                                                                     |
| cigarra                           | zomoik                                                                        |
| cigarra grande                    | ikõrõ                                                                         |
| cigarra pequena                   | doĩdoĩdõ                                                                      |
| ciririca                          | mytsunutsiktsa                                                                |
| cobra cigarra                     | boni                                                                          |
| coró                              | wynupu                                                                        |
| coró (cabeludo)                   | pikuruk                                                                       |
| coró (tempo de seca)              | mapetsanupu; tsanipenupu; maburuk                                             |
| coró de caju                      | myzikpepetsa                                                                  |
| coró de castanha                  | pitsinuputsa                                                                  |
| coró de côco                      | izaziknuputsa                                                                 |
| escorpião                         | pikzaha                                                                       |
| formiga da árvore                 | simaporotsa                                                                   |
| formiga de correição              | zabiktsaotsa                                                                  |
| formiga-de-fogo                   | bykyiserehetsa                                                                |
| formiga-de-fogo                   | bykyrizarektsa                                                                |
| formiga-de-fogo-preta             | bykyritsa                                                                     |
| formiga lava pé                   | wehetsa                                                                       |
| formiga preta                     | bykyitsĩtsa                                                                   |
| formigas (sempre plural)          | mytsakyitsa                                                                   |
| formigas de cupim                 | wadadatsa                                                                     |
| grilo                             | hyritsik                                                                      |
| lacraia                           | maharerek                                                                     |
| marimbondo                        | myharektsa; myrawetsa; isotsa; mystsikzonahatsa; harapatatatsa; harapatatatsa |
| marimbondo                        | harapatatatsa                                                                 |
| marimbondo vermelho               | hamyskyitsa                                                                   |
| marimbondo                        | sisĩsaratsa                                                                   |
| menor                             | madede                                                                        |
| micuim                            | tsipyitsa                                                                     |
| mil pés                           | pohyri                                                                        |
| mosca azul                        | wotsikakara                                                                   |
| mosca de fruta                    | binibinitsa                                                                   |
| mosca, gosta de mel               | tabarero                                                                      |
| moscas geral                      | wotsitsiktsa                                                                  |
| mutuca                            | satuk                                                                         |
| outro tipo de formiga que não voa | madedetsa                                                                     |
| pequeninha que rodear na agua     | tsikboi                                                                       |
| perigosa                          | ihadekikta                                                                    |
| pernilongo                        | pyktsĩ                                                                        |
| pernilongo azul                   | pyktsiã                                                                       |
| piolho                            | tyty                                                                          |
| pium                              | tsizipyryktsa                                                                 |
| polverinho                        | bibinoputsa                                                                   |
| tocandira                         | sĩsĩrĩ                                                                        |
| tucura                            | mase                                                                          |
| tucura no alto das árvores        | tykþtsa                                                                       |
| tucurinha                         | mapiok                                                                        |
| verme                             | katsitsikyri                                                                  |

| Português                        | Ricbacta                      |
| -------------------------------- | ----------------------------- |
| tatá                             | izopetetsa                    |
| abelha preta que fica no cupim   | peteazezetsa                  |
| abelha amarela que fica no cupim | tsaikpetetsa                  |
| tipo de abelha com chapéu preto  | sihikiokbuwykytsa             |
| abelha de onça                   | pãipetetsa                    |
| tatá                             | izopetezatsa / pikuziksakitsa |
| abelha de anta (amarela)         | pikueziktsa                   |
| abelha lambe-olho                | mekmekzatsa                   |
| jati                             | buazikzotsa                   |
| jataúba                          | biokmekmektsa                 |
| abelha pé de jabuti              | wiktsabopyrytsa               |
| papo de bugio                    | diritsozitsa                  |
| bujui (preto)                    | myzikpetetsa                  |
| abelha de irantxe                | sikarazobakatsa               |
| tempo de mandari (chuva)         | tukuitsihitsa                 |
| mandurizinho                     | kõikõipetetsa                 |
| abelha de formiga                | boskesaratsa                  |
| abelha sem ferrão                | nini                          |
| abelha que mora na terra         | watsanariktsa                 |
| abelha pequena que mora na terra | tykmekmektsa                  |
| abelha de cobra                  | toikyipetetsa                 |
| arapuã                           | botaiktsa                     |
| bora cavalo                      | sutukpetetsa                  |
| mandori                          | sokziritsa                    |
| mel de mandaguari                | tsomotsa tsik                 |
| papo de bugio                    | diritsoditsa                  |
| supé                             | tsarikmyrytsa                 |

### Frutas e vegetação
| Português                                     | Ricbacta                |
| --------------------------------------------- | ----------------------- |
| algodão-do-mato                               | taidiza                 |
| árvore-devassoura cresce no pau podre, branca | myzezewy                |
| babaçu                                        | tsarakza                |
| bacava                                        | watsõriktsa             |
| bacuri                                        | pozokyhy                |
| banana (geral)                                | tomado                  |
| banana da terra                               | ipekzezeketa            |
| banana grande                                 | tomado budu             |
| banana nanica                                 | tomadoza                |
| banana ourinha                                | ipekpykykta             |
| banana prata                                  | ipekbarakata            |
| banana roxa                                   | tomadoriri              |
| bananinha maçã                                | ipekpyhikikta           |
| batata                                        | zodo                    |
| batata amarela                                | ispizuzukuta            |
| batata marrom                                 | izodoje                 |
| batata que tem leite                          | isoporokota             |
| batata redonda                                | matsazikwytsaharawakata |
| batata roxa                                   | zodospu                 |
| boa na sopa                                   | hokspi                  |
| cabriteira                                    | tumehetsa               |
| caju                                          | arabata                 |
| capim comum                                   | tsawaraktsa             |
| capim fino                                    | myharakyriwytsa         |
| capim-navalha                                 | hyrikari                |
| capim-santo                                   | ispatoskiktsa           |
| cará                                          | iktata                  |
| cará cabeludo                                 | iktataza                |
| carapicho do mato                             |                         |
| conchinha-do-mato no pau seco                 | hokziri                 |
| coqueiro                                      | izazik                  |
| feijão                                        | nimytatsa               |
| fruta amarela                                 | hoktoriri               |
| fruta amarga de lago                          | tsikbamyza              |
| fruta branca                                  | uruhutsa                |
| fruta da mesca                                | zazaitsa                |
| fruta de brejo                                | tsikbamy                |
| fruta de uma árvore de embira                 | myzikbebeharatsa        |
| fruta do mato                                 | hokto                   |
| fruta doce                                    | bahaza                  |
| fruta preta de brejo                          | tsikokto                |
| fruta silvestre                               | aboho                   |
| fruta silvestre, pitomba                      | abinok                  |
| genipapo                                      | zẽrõhõ                  |
| goiaba-do-mato                                | tomazi                  |
| grama                                         | towahazitsa             |
| jatobá                                        | maze                    |
| jatubinha                                     | matsaje                 |
| manga do mato                                 | urutu                   |
| mão-de-gato                                   | myzikpinuhãrã           |
| palha de tucum                                | notsĩhi                 |
| pariri                                        | ihahokota               |
| patauá                                        | oktsatatsa              |
| pé de mesca                                   | mapetsa                 |
| pipoca do mato                                | maheyktsa               |
| semente (genêrico)                            | riktsa                  |
| semente de babaçu                             | abana                   |
| sementes de palmeirinha                       | papaiziktsa             |
| tomarin amora do mato                         | myzikpezazats           |
| tucum (pé)                                    | bubuizatsa              |
| urucu                                         | iharapuktsa             |

| Português                               | Ricbacta      |
| --------------------------------------- | ------------- |
| araputanga                              | mypatyk       |
| árvore em flor                          | hwiharasazik  |
| bambu grosso                            | yrykna        |
| cajá-do-mato                            | oktsoto       |
| cajueiro                                | arabata       |
| castanha grande                         | ibuduta       |
| castanha média                          | ipyrykta      |
| castanha miúda                          | pyiripykani   |
| caucho                                  | beka          |
| caxeta                                  | mysakaewy     |
| cedro                                   | oktsotoza     |
| coração de negro                        | hwiza         |
| emburana cerejeira                      | myspiukerawy  |
| figueira (fino)                         | umahapyktsa   |
| figueira geral                          | umaha         |
| figueirão                               | umahabudu     |
| fruta amarela                           | bamyhyidi     |
| fruta silvestre                         | bamy          |
| fruta silvestre chamado de pé-de-jabuti | atsik         |
| fruta silvestre vermelha                | bamyikpe      |
| garapeira                               | wi madae      |
| goiaba-do-mato                          | tomaze        |
| guarantã                                | hwibebe       |
| ipê amarelo                             | zikbateo      |
| ipê roxo                                | tsuhuk        |
| jatobá                                  | maze          |
| mamão-do-mato                           | ihahorokota   |
| ouriço da castanha do Pará              | pitsiorok     |
| paineira                                | taide         |
| pé de urucu                             | iharapuktsa   |
| pequi                                   | pyryty        |
| pequirana                               | ikyri         |
| peroba branca                           | tsabozika     |
| peroba roxa                             | mypydadatsa   |
| pinho cuiabano                          | uri           |
| piúva                                   | tsaziyktsa    |
| roxim tamarinho                         | myrikpedata   |
| seringueira                             | tapõrõ        |
| seringueira em flor                     | sisazikarẽtsa |
| seringuinha                             | maborok       |
| sorveira                                | tsanipe       |
| ximbuá                                  | batsitsa      |